# Halbert White
Halbert Lynn White, Jr. (* 19. November 1950 in Kansas City, Missouri; † 31. März 2012) war ein US-amerikanischer Wirtschaftswissenschaftler.

## Leben und Wirken
White studierte an der Princeton University und machte dort 1972 als Valedictorian (Bester seines Jahrgangs) seinen Artium Baccalaureus (A.B.) mit summa cum laude. 1976 wurde er am Massachusetts Institute of Technology zum Ph.D. promoviert. Er war Professor für Wirtschaftswissenschaften an der University of California, San Diego.
White beschäftigte sich mit Ökonometrie, Statistik, künstlichen neuronalen Netzen, Vorhersagen und Finanzmärkten. Der White-Test wurde nach ihm benannt.

## Auszeichnungen
- 1972 Wolf Balleison Prize in Economics (Princeton University)
- 1988–1989 Guggenheim Fellow (Guggenheim Memorial Foundation)
- 1996–1997 Best Paper Award (International Journal of Forecasting)
- 1997 und 2005 Econometric Theory Multa Scripsit Award
- 1998 Citation of Excellence, Anbar Electronic Intelligence
- 2002 Chancellor's Associates Award of Excellence in Research in Arts, Humanities, and Social Sciences (UCSD)
- 2004 Roger F. Murray Prize (Institute for Quantitative Research in Finance)
- 2008 Ehrendoktor (Universität Complutense Madrid)

## Mitgliedschaften
- 1999 American Academy of Arts and Sciences
- Econometric Society
- International Neural Network Society
- American Statistical Association
- American Mathematical Society
- Phi Beta Kappa
- Institute of Electrical and Electronics Engineers

## Werke
- Halbert White: Asymptotic Theory For Econometricians. Academic Press, San Diego 1984, ISBN 0-12-746650-9
- A. Ronald Gallant und Halbert White: A Unified Theory of Estimation and Inference for Nonlinear Dynamic Models. Basil Blackwell, Oxford 1988, ISBN 0-631-15765-4
- Halbert White: Estimation, Inference and Specification Analysis. Cambridge University Press, Cambridge [u. a.] 1994, ISBN 0-521-25280-6